# Тихонов, Виктор Илларионович
Ви́ктор Илларио́нович Ти́хонов (21 декабря 1908, Красноярск, Российская империя — 1 июля 1977, Москва, СССР) — советский хозяйственный, государственный и политический деятель, Герой Социалистического Труда (1964).

## Биография
Родился в 1908 году в Красноярске в семье почтового служащего. В 1927 году после окончания восьмилетней школы трудился горнорабочим на Андреевском руднике в Хакасии Красноярского края. В 1931 году, отслужив в Красной Армии, поступил в Иркутский горно-металлургический институт, который окончил с дипломом горного инженера.
В 1936—1941 годах работал заведующим открытыми работами на Нюкжинском прииске, а затем главным инженером треста «Верхамурзолото». В 1941—1943 годах руководил, имевшими важное оборонное, значение крупными предприятиями в Забайкалье.[какими?] В 1944 году был командирован в Монгольскую Народную Республику. Работал главным инженером, начальником спецэкспедиции № 4 Народного комиссариата цветной металлургии СССР в Монголии. За достигнутые успехи 5 мая 1949 года награждён медалью «За трудовое отличие». В течение полутора лет занимал должность генерального директора советско-монгольского акционерного общества «Совмонголметалл». За открытие и промышленное освоение месторождений полезных ископаемых (месторождения касситерита в Монголии) в составе коллектива удостоен Сталинской премии 3-й степени в области разведки и добычи полезных ископаемых 1951 года.
В 1952—1957 годах — заместитель директора — главный инженер Всесоюзного проектного института «Гипрозолото» (позднее «Цветметпроект») в Москве. Работал в Индии, участвовал в строительстве Тиньтукского оловянного комбината во Вьетнаме. За вклад в строительство народного хозяйства Вьетнама и выдающиеся достижения в труде награждён вьетнамскими орденом Труда 1 степени и медалью Дружбы.
19 января 1957 года назначен управляющим созданного треста «Якуталмаз». Руководил строительством рудников Мирный, Айхал, прииска Ирелях, Ленского речного порта, социальной инфраструктуры города Мирный Якутской АССР.
Указом Президиума Верховного Совета СССР от 24 января 1964 года удостоен почётного звания Герой Социалистического Труда с вручением ордена Ленина и золотой медали «Серп и Молот» за выдающиеся успехи в создании и развитии алмазодобывающей промышленности. За досрочное выполнение предприятиями треста «Якуталмаз» плана семилетки (1959—1965) и достигнутое снижение себестоимости товарной продукции в 2,2 раза в 1966 году награждён вторым орденом Ленина. Член КПСС. Избирался депутатом Верховного Совета СССР 7-го созыва.
В 1969 году вышел на пенсию. Последние годы жизни работал консультантом московского института «Внипромзолото».
Умер 1 июля 1977 года в Москве. Похоронен на кладбище «Ракитки» в Новой Москве.

## Награды и премии
- Орден Ленина (1966).
- Лауреат Государственной премии СССР (1951).
- Герой Социалистического Труда (1964).
- Медаль «За трудовое отличие» (1949).
- Почётный гражданин Мирнинского района (1964)[4].

## Память
- Имя Виктора Илларионовича Тихонова носит улица в городе Мирный[5].
- В Мирном, на перекрёстке улиц Павлова и Тихонова 8 сентября 2005 года открыт памятник В. И. Тихонову (авторы — скульпторы С. Бычков, А. Смирнов-Панфилов, И. Трейвус, архитектор С. Миронов)[6].
- В честь Виктора Илларионовича Тихонова алмазу весом 43,00 карата, добытому 11 августа 1977 года на фабрике № 4, присвоено имя «Виктор Тихонов»[7].
- Один из нефтеналивных танкеров судоходной компании «АЛРОСА-Лена» носит имя «Виктор Тихонов»[8].